# Park Narodowy Pirenejów
Park Narodowy Pirenejów (fr. Parc national des Pyrénées) – park narodowy położony w południowej Francji, w Pirenejach, przy granicy z Hiszpanią, gdzie sąsiaduje z parkiem narodowym Ordesa. Został założony w 1967 roku. Powierzchnia 477 km². Zajmuje górzysty region, z kulminacją francuskiej części Pirenejów – Pico de Vignemale (3298 m n.p.m.). Krajobraz parku tworzą skaliste szczyty i strome stoki, rozcięte siecią głębokich dolin, często o charakterze polodowcowych żłobów. Występują tu liczne jeziorka i wodospady. Zaznacza się piętrowość roślinna – lasy jodłowo – bukowe, zastępowane są na terenach wyżej położonych lasami iglastymi z sosną i drzewiastą kosodrzewiną oraz zbiorowiskami łąk alpejskich. W partiach szczytowych występują wieczne śniegi. Żyją tu m.in.: desman pirenejski, sarna, świstak, koziorożec pirenejski, dzik, ryś, żbik, wydra, kuna, tchórz, gronostaj, borsuk, żeneta, lis i niedźwiedź brunatny, a z ptaków – orłosęp brodaty, puchacz, głuszec, sęp płowy i pardwa górska.